# Томас Бах
Томас Бах (на немски: Thomas Bach) е германски състезател по фехтовка и спортен функционер – президент на Германския олимпийски комитет и президент на Международния олимпийски комитет в периода 2013 – 2025 г.
Печели златен медал на отборното състезание по фехтовка на рапира на Олимпийските игри в Монреал през 1976 г. През 1977 г. става и световен шампион на отборното състезание по рапира.

## Президент на МОК
Томас Бах се кандидатира на 9 май 2013 г. за президент на Международния олимпийски комитет. Избран е за президент на МОК с осемгодишен мандат на 125-а сесия на Международния олимпийски комитет в Буенос Айрес на 10 септември 2013 г. Ще има право да се кандидатира за още един четиригодишен мандат на сесията на МОК през 2021 г.
Томас Бах печели на 2-рия тур с 49 от 93 гласа пред Ричард Карион (29 гласа), Денис Освалд (5 гласа), Нг Сер Мианг (6 гласа) и Сергей Бубка (4 гласа). На първия тур отпада кандидатурата на президента на международната федерация по бокс Чънг-Куо У.

## Критика
За негов „кръстник“ се спряга Хорст Даслер.